# Carlo Mazzaresi
Carlo Mazzaresi (Roma, 20 gennaio 1893 – Monte Rosso, 21 ottobre 1915) è stato un militare italiano insignito della medaglia d'oro al valor militare alla memoria nel corso della prima guerra mondiale.

## Biografia
Nacque a Roma, il 20 gennaio 1893, figlio di Girolamo e di Anna Bertolini. 
Di famiglia originaria di Trapani, dopo aver frequentato il Liceo Ginnasio di Stato "Ennio Quirino Visconti" e aver ottenuto la maturità a pieni voti, si iscrisse alla facoltà di giurisprudenza dell'Università La Sapienza di Roma nel 1911.
Arruolatosi nel Regio Esercito in qualità di allievo ufficiale di complemento nell'81º Reggimento fanteria nel giugno 1914, nell'aprile dell'anno successivo, venne nominato sottotenente in forza al 53º Reggimento fanteria della Brigata Pistoia venendo subito destinato a completare i quadri di un reggimento di nuova costituzione, il 119°, della Brigata Emilia del generale Paolo Bertacchi che già si trovava nella zona di radunata nel Friuli, al confine della Carnia, in vista dell'inizio delle operazioni militari contro l'Impero austro-ungarico. Pochi giorni dopo, il 24 maggio 1915, il Regno d'Italia dichiarò guerra all'Austria-Ungheria, e assegnato al III Battaglione oltrepassò, con grande entusiasmo, la linea di confine. Subito distintosi in azione, ai primi di ottobre, per motivi di salute, dovette lasciare il suo plotone per essere ricoverato in luogo di cura, ma impaziente di tornare in linea per l'inizio delle imminenti operazioni contro la conca di Plezzo, ancora sofferente, ritornò al suo battaglione.  Il 21 ottobre, nel corso della terza battaglia dell'Isonzo, giunto l'ordine di attaccare le posizioni di Luznica situate in terreno aspro, difficile, insidioso e formidabilmente difeso dal nemico, e tenute da un reparto ungherese, alla testa del suo plotone fu il primo a lasciare le trincee italiane. Penetrato per primo in una stretta breccia praticata nei reticolati austriaci, benché ferito dall'inizio del combattimento, raggiunse la trincea nemica. Salito sullo spalto, seguito dai pochi superstiti del plotone, ingaggiò una feroce lotta a corpo a corpo con i difensori e cadde colpito a morte dopo essere stato ripetutamente ferito. Prima di spirare al fine di incoraggiare i propri uomini urlò “Savoia”. Durante una breve tregua, concordata fra i comandi per il recupero delle salme e dei feriti di ambo le parti, un ufficiale superiore del reparto ungherese in linea nel settore, nel consegnare al comando del 119º reggimento gli oggetti personali rinvenuti sulla salma del sottotenente Mazzaresi, espresse la sua ammirazione e quella dei suoi dipendenti per l'eroico comportamento del giovane ufficiale italiano. Con Decreto Luogotenenziale del 20 agosto 1916 fu insignito della medaglia d'oro al valor militare alla memoria.